# Kościańska Rezerwa Skautowa
Kościańska Rezerwa Skautowa – ochotniczy oddział w Powstaniu Wielkopolskim 1918/1919.
Pierwotna nazwa – Kompanja Rezerwy Skautowej. Ochotniczy oddział powstańczy utworzony 14 grudnia 1918 w Kościanie (Wielkopolska) w oparciu o Drużynę Skautową im. Jana Sobieskiego, założoną w 1912r. Liczył 120 żołnierzy pod dowództwem instruktora skautowego, drużynowego Józefa Kamińskiego (1895-1962).
Na wieść o wybuchu w Poznaniu powstania, Rezerwę postawiono w stan gotowości bojowej. W Kościanie stacjonowały niemieckie jednostki: 2 batalion 36 pułku i 2 batalion zapasowy 37 pułku piechoty. W nocy z 29 na 30 grudnia 1918 skauci przeprowadzili akcję pod kryptonimem „Wolność”, włamując się do arsenału pruskiego garnizonu i wykradając broń. Według źródeł niemieckich skauci kościańscy wynieśli wtedy m.in.: 833 karabiny ręczne, 30 karabinów maszynowych, 30 000 nabojów i skrzynie z granatami. Zdobyta broń zasiliła wyposażenie tworzących się oddziałów powstańczych w Bukówcu Górnym, Kościanie, Krzywiniu i Śmiglu.
30 grudnia 1918 Rezerwa opanowała newralgiczne punkty w Kościanie, w tym: dworzec kolejowy, pocztę i telegraf. Następnego dnia dowództwo pruskiego garnizonu skapitulowało; władzę w mieście przejęli Polacy.
Kościańska Rezerwa Skautowa brała także udział w powstańczych działaniach bojowych pod Rakoniewicami i Lesznem. 11 stycznia 1919 z ran odniesionych w potyczce pod Tworzankami w lazarecie polowym w Drobninie zmarł 19-letni skaut Franciszek Masztalerz z Kościana. Rezerwa została wchłonięta przez regularne oddziały tworzących się wojsk wielkopolskich. W wojnie polsko – bolszewickiej 1919 – 1921 polegli skauci: Kajetan Fabiańczyk, Ignacy Jachnik, Ignacy Kaliszewski, Bernard Rydlewski, Stanisław Sikora i Stefan Wopiński.
Dla przypomnienia udziału i zasług Rezerwy w Czynie Zbrojnym Wielkopolan 1918/1919, miasto Kościan w rocznice rozejmu w Trewirze – 16 lutego – organizuje dla młodzieży doroczną grę miejską „Kryptonim Wolność”, w czasie której odtwarzany jest przebieg słynnego wypadu skautów na pruski arsenał.